# Dream Within a Dream Tour
Dream Within a Dream Tour è il terzo tour realizzato dalla cantante statunitense Britney Spears per promuovere il suo terzo album, Britney, in Nord America e Giappone.
Il tour fu annunciato il 21 settembre 2001 solo per il Nord America, ed è iniziato due mesi dopo. Nel febbraio del 2002 la Spears ha annunciato una seconda leg. Direttore e coreografo era Wade Robson. Il palco è stato ideato da Steve Cohen e Rob Brenner ed era composto da un palco principale e uno secondario, uniti da una rampa. Ispirata alla chiatta di Cleopatra, fu costruita una piattaforma volante per permettere alla Spears di "volare" sopra al pubblico per raggiungere il palco secondario.
La scaletta era principalmente composta dalle canzoni di Britney, perché la Spears pensava che riflettessero maggiormente la sua personalità. Non mancavano però i successi dei due album precedenti, riproposti in versioni remixate.
Lo show era diviso in sette atti. Britney Spears apriva i concerti aggrappata a una ruota in movimento cantando Oops!... I Did It Again, per poi continuare con un medley dei vecchi successi, buttandosi dalla piattaforma volante con corde da bungee jumping e ballando in un ambiente che richiamava una giungla. La maggior parte delle esibizioni erano accompagnate da stravaganti effetti speciali, inclusi coriandoli, fuochi d'artificio, luci laser e nebbia e neve artificiali. Durante il bis finale, c'era uno schermo che pompava due tonnellate d'acqua sul palco: era considerata l'esibizione che dava la firma al tour.
Durante le tappe del 2002, furono fatti alcuni cambiamenti: diverse canzoni furono remixate e la Spears presentò un nuovo brano, ossia Mystic Man, che però in alcune date venne sostituito da altri brani.
Lo show ha ricevuto recensioni miste da parte della critica, che ha elogiato lo show per essere innovativo, ma lo ha criticato per non aver dedicato molta attenzione alla musicalità.
Le tappe del "Dream Within a Dream Tour" erano in gran parte esaurite, ed ha guadagnato 43.7 milioni di dollari. Durante la seconda tappa in Messico, la Spears ha lasciato il palco dopo la quinta canzone a causa di un temporale; lo show fu cancellato, suscitando l'ira del pubblico.
Lo spettacolo è stato trasmesso dalla HBO il 18 novembre 2001, durante la tappa a Las Vegas. È stato anche pubblicato un DVD, intitolato Live from Las Vegas, nel gennaio del 2002. Tre esibizioni di Overprotected, I'm a Slave 4 U e del remix di ...Baby One More Time della tappa all'University Park dell'8 novembre 2001 furono incluse nel videogioco Britney's Dance Beat. Gli show in Messico e Giappone furono raccontati nel documentario Stages: Three Days in Mexico.

## Storia
Il 19 luglio 2001, la band della Spears band annunciò che sarebbero partiti per un tour in supporto dell'album Britney. Il giorno seguente, la casa discografica di Britney, la Jive Records, confermò un tour, programmato per l'autunno. Il 20 settembre 2001 furono pubblicate le date, assieme alla tracklist dell'album. L'apertura sarebbe dovuta avvenire il 26 ottobre 2001, ma fu posticipata al 31 ottobre perché la Spears si ammalò e le furono prescritti cinque giorni di riposo.
Il tour fu rimandato di un altro giorno a causa di ritardi di produzione ed infine prese il via alla Nationwide Arena a Columbus, in Ohio. Prima dell'inizio della tournée, la Spears annunciò che aveva programmato di donare un dollaro per ogni biglietto venduto ai figli dei pompieri e poliziotti uccisi durante gli attacchi dell'11 settembre. Sempre per lo stesso scopo, programmò anche di mettere all'asta il merchandise del tour, sperando di raggiungere due milioni di dollari.
Il 26 febbraio del 2002, furono aggiunte altre date in Nord America per una seconda leg del tour, che sarebbe iniziata a Las Vegas, al Mandalay Bay.

## Sinossi
Lo show inizia con l'apparizione di una donna vestita in camicia da notte in stile XVIII secolo, che parla brevemente al pubblico per poi scomparire. Successivamente viene proiettato un video dove alcune persone parlano dei loro sogni, al termine del quale comincia una intro in stile rock, con tanto di finte fiamme sugli schermi del palco. Britney Spears appare sul palco appesa ad una gigantesca ruota, con indosso un abito nero, ed esegue Oops!...I Did It Again insieme ai ballerini. Successivamente viene eseguita (You Drive Me) Crazy, al termine della quale la Spears lascia la scena per un cambio d'abito.
La sezione seguente inizia con Overprotected, durante la quale Britney indossa un completo ispirato a quello di Elvis Presley e sullo sfondo sono presenti un video e dei laser. Quando il brano finisce, viene eseguito un medley che comprende Born to Make You Happy, durante la quale la cantante è vestita da ballerina mentre sta sopra carillon gigante, Lucky, nella quale indossa un grande cappotto bianco ed è circondata da ballerine vestite in stile Las Vegas, per poi terminare Sometimes, durante la quale l'artista indossa un accappatoio ed è accompagnata dai ballerini vestiti di bianco.
La terza sezione si apre con Boys, seguita da Stronger. Quest'ultima viene eseguita con un abito arricchito di decorazioni che sembrano fatte di vernice. Al termine di Stronger, la Spears si siede a fianco al pianista per eseguire I'm Not a Girl, Not Yet a Woman. Il brano seguente è un remix di  I Love Rock 'n' Roll , per la quale viene utilizzata una piattaforma che vola tramite dei fili, mentre sotto di essa sono presenti fuochi d'artificio e fiamme. Dopo essere scesa dalla piattaforma tramite delle corde da bunjee jumping, Britney rivela un abito rosso scintillante ed esegue What it's Like Be Me e Lonely, per la quale balla insieme ad una sua versione virtuale. Successivamente c'è un interludio chiamato Breakdown, al termine del quale l'artista esegue Don't Let Me Be the Last to Know con indosso un abito da sera bianco, mentre sta sopra una piattaforma sopraelevata e dal soffitto cade della finta neve. Un video stile cartoni animati introduce il brano Anticipating, durante il quale è presente una scenografia e regna un'atmosfera spensierata.
Britney cambia velocemente il suo abito sul palco per eseguire I'm a Slave 4 U, la cui performance è caratterizzata da una finta giungla presente in scena. L'ultimo brano ad essere eseguito è un remix di ...Baby One More Time, durante la quale Britney è vestita da cowgirl, mentre sul palco sono presenti giochi pirotecnici e una finta pioggia, creata dallo schermo che pompa dell'acqua.

## Sviluppo
Il nome del tour deriva dal poema di Edgar Allan Poe, "A Dream Within a Dream". Direttore e coreografo era l'australiano Wade Robson, che spiegò il concetto del tour, dicendo: "Lo show sarà davvero teatrale—è molto complicato. È uno spettacolo imponente con molta nuova musica. Sarà semplicemente molto diverso. [...] Imparerete molto di più su di lei [Britney Spears] come persona. Lo show spiegherà come è diventata una donna, come sta trovando sé stessa e la sua indipendenza. Lei sa cosa vuole, sa cosa vuole essere, e lo show parla di questo."
Il palco fu disegnato dal designer Steven Cohen e dal manager Rob Brenner per lo speciale della HBO. Cohen disegnò il palco principale di forma ovale, così che la Spears si sarebbe esibita mentre veniva ripresa dalle telecamere da diverse angolature. Ha detto che il resto del palco fu creato con in mente altri tre componenti: una rampa, un palco minore e una piattaforma posta sopra il pubblico. Quest'ultima è stata costruita, come spiegato da Cohen, "ispirandosi a questa chiatta di Cleopatra, che mi è venuto in mente quando stavo disegnano e intanto guardavo un film su Cleopatra. Doveva essere elegante e stilizzata, ma anche tecnologico, perché avrebbe dovuto essere trasportato con motori convenzionali. In più, doveva avere un'ampia area per permettere a lei [Britney] e ai ballerini di esibirsi." La rampa fu invece idea di uno dei manager della Spears, Johnny Wright.
Erano presenti schermi video, che mostravano sia le esibizioni di Britney che video speciali diretti da Wade Robson. Cohen lavorò con Danny O'Brien alla BCC Video per creare dei doppi schermi da appendere direttamente sopra il palco. Ne furono costruiti tre. La ruota in movimento con cui la Spears apriva gli show fu costruita dalla Branam Enterprises e attaccata ad una piattaforma ideata dalla Tait Towers. La società Spectra fornì centosettantuno laser bianchi. Il gigante carillon da cui la Spears emerge durante Born to Make You Happy fu disegnato da Michael Cotton. I coriandoli venivano sparati da macchinari ideati dalla Pyrotek. I fuochi d'artificio furono creati da Gerb Fountains, mentre la neve artificiale fu fornita dalla Little Blizzard. Durante l'esibizione di ...Baby One More Time, c'era uno schermo che riversava sul palco due tonnellate d'acqua pompate a 360 galloni al minuto. Cohen disse: "È la chiave di volta di tutta la scenografia perché batte ogni sistema elettrico, messa in scena, ballo. Rob ha scoperto la compagnia che ha creato lo schermo (la Chameleon Productions di Orlando), ed io ho guardato subito cosa avevano in magazzino, ed era uno lineare. E sapevo che non ne volevamo uno retto, ma uno circolare così che potevamo costruire una "doccia" di cui Britney potesse stare al centro e non bagnarsi, per poi attraversarla quando voleva. Ovviamente hanno tutti pensato che fossi pazzo, così ho suggerito una forma esagonale. Tutti erano preoccupati perché i divari tra le parti avrebbero potuto causare degli intervalli tra i getti d'acqua. Ma io ho continuato a dire che se li mettevano a un'altezza tra 40 e 50 pollici, la gravità permetterà all'acqua di compattarsi, così avrete un getto continuo."
Una settimana prima dell'inizio del tour, Britney Spears, parlando dello show, ha detto: "Vengo da Broadway, quindi voglio che sia molto teatrale. Per me l'intero processo è magico. Con un po' di fortuna sarà qualcosa che la gente non ha mai immaginato di vedere. Le prove della band sono iniziate il 9 settembre 2001. Britney li ha raggiunti più tardi, dopo aver provato le coreografie a Los Angeles. La maggior parte delle canzoni portate in tour provengono dall'album Britney. Lei ha spiegato questa decisione in una conferenza stampa, dicendo: "Voglio solo che i fan mi vedano sotto una luce diversa di come mi hanno visto finora. Queste canzoni sono un riflesso di quello che sono ora. Spero che i fan verranno a vedermi e che si divertano." Altre canzoni degli album precedenti, come ...Baby One More Time, sono stati remixati da Wade Robson.

## Critica
Larry Nager del quotidiano The National Enquirer ha commentato che "[il concerto] comprendeva più magie di Harry Potter, ma quasi nessuna esibizione veramente dal vivo". Ha riassunto dicendo: "Se non è stato proprio un vero concerto, è stato un grande show." Ann Powers del The New York Times ha detto che lo show è stato "smagliante" ed ha commentato che l'esibizione non soffre per la poca musicalità perché è un elemento non molto rilevante, aggiungendo: "Questo sogno perhaps suggerisce unvolontariamente che la Britney stessa che noi conosciamo è un sogno, un'artista che non ha un grande talento nel canto [...] ma nel prendere in giro le voglie e le paure che ossessionano il mondo. La signorina Spears adesso vuole risvegliarsi a personaggio adulto, ma dovrebbe capire che gli inferi del desiderio sono la sua vera casa." Jim Farber del Daily News ha paragonato il suo tour con quello di altri giovani artisti, dicendo: "I suoi 90 minuti di spettacoli devono essere finora i più costosi, i più elaborati e, per essere sinceri, quelli con meno cattivo gusto". È stato anche impressionato dal palco, chiamandolo "il più grande palcoscenico che io abbia mai visto ad uno show pop". Camille Lamb del The Daily Collegian ha detto che lo show ha esaudito le sue aspettative, dicendo: "[ha portato] la fantasia di un giovane ad una realtà tangibile".
Il tour è stato un successo commerciale. In accordo con l'agente della Spears, David Zedeck, la leg del 2001 è stata ampiamente un tutto esaurito, con concerti seguiti da più di 400,000 persone. Ha guadagnato 43.7 milioni di dollari, il second tour di un'artista donna a guadagnare di più in quell'anno, secondo solo al Farewell Tour di Cher.

## Cancellazione in Messico
Il 28 luglio 2002, durante il concerto al Foro Sol di Città del Messico, la Spears ha lasciato il palco durante l'esibizione di Stronger, dicendo: "Mi spiace Messico. Vi voglio bene, ciao.” Poco dopo, gli altoparlanti confermarono che lo show era stato cancellato. In accordo coi giornali locali Milenio e El Universal, i fan hanno urlato alla frode, hanno fischiato e scagliato sedie ed altri oggetti. Due giorni dopo, la Spears ha diramato un comunicato: "Mi spiace per i miei fan di non aver potuto finire lo spettacolo. I fan messicani sono uno tra i migliori pubblici per cui esibirsi. Ma non avevamo altra scelta se non cancellare lo show dopo che il temporale non ha dato segni di calmarsi." Il direttore dello sponsor del concerto Ocesa Presenta, Guillermo Parra, spiegò al El Universal che "non c'è né trucco né inganno, ma le condizioni climatiche non possono essere controllate". Fu successivamente annunciato che i fan potevano richiedere un completo risarcimento a partire dal 1º agosto 2002. La Jive Records emise un comunicato, dicendo: "Una pericolosa tempesta di fulmini ha reso essenziale per Britney Spears abbandonare il palco. La Spears ha iniziato lo show durante la pausa tra due tempeste, ma il grado di rischio per il pubblico e il personale del palco associato alla seconda tempesta, un temporale, hanno reso impossibile continuare lo spettacolo."

## Passaggi televisivi
Il 1º marzo 2001, la HBO annunciò che il 18 novembre 2001 sarebbe stato trasmesso uno show alla MGM Grand Arena di Las Vegas. La Spears chiese che la HBO trasmettesse il concerto all'American Forces Network (AFN) sui suoi canali AFN-Atlantic e AFN-Pacific senza farsi pagare il passaggio. Ha anche interagito coi soldati del campo base della marina a Pendleton, la base navale a San Diego, Fort Polk, e la base delle forze aeree a Lackland. Lo speciale ha vinto un Emmy per la categoria "Migliore Direzione Tecnica" alla cerimonia del 2002. Nel Gennaio del 2002, la Jive Records ha pubblicato il DVD Live from Las Vegas, certificato due volte platino dalla RIAA per aver venduto 200,000 unità. Il 18 settembre 2002, la Jive Records annunciò la pubblicazione di un libro fotografico e di un altro DVD, intitolati "Stages" e Stages: Three Days in Mexico. Il DVD fu diretto da Albert Maysles e racconta le sue tappe in Messico e Giappone. La Spears giustificò la pubblicazione dicendo: "Volevo condividere coi miei fan tutto quello che non hanno potuto vedere e che rende tutto così speciale per me. È il mio modo per ringraziarli."

## Setlist
1. Oops!... I Did It Again
2. (You Drive Me) Crazy
3. Breakdown (Dancer Interlude)
4. Overprotected
5. Once Upon a Time.. (Performance Interlude)
6. Born to Make You Happy / Lucky / Sometimes
7. The Club (Interlude)
8. Boys
9. Stronger
10. I'm Not a Girl, Not Yet a Woman
11. Making The Band (Video Interlude)
12. I Love Rock 'n' Roll
13. What It's Like to Be Me
14. Lonely
15. Band Jam (Band Interlude)
16. Don't Let Me Be the Last to Know
17. Crayola World (Video Interlude)
18. Anticipating
19. I'm a Slave 4 U
20. Under The Heartbeat Of The Rain (Interlude)
21. ...Baby One More Time (Remix)

### Variazioni della scaletta
- Negli show del 2002 venne aggiunta alla scaletta Mystic Man, che però, in alcune date, venne sostituita dai brani Weakness, You Were My Home e My Love Was Always There.

## Date e incassi
| Data             | Città             | Paese       | Arena                                | Biglietti Venduti/ Biglietti Disponibili | Incassi     |
| ---------------- | ----------------- | ----------- | ------------------------------------ | ---------------------------------------- | ----------- |
| Nord America     |                   |             |                                      |                                          |             |
| 1º novembre 2001 | Columbus          | Stati Uniti | Nationwide Arena                     | 18,135 / 18,135                          | $766,596    |
| 2 novembre 2001  | Pittsburgh        | Stati Uniti | Mellon Arena                         | 17,132 / 17,132                          | $595,696    |
| 5 novembre 2001  | Toronto           | Canada      | Air Canada Centre                    | 19,800 / 19,800                          | $48,596     |
| 7 novembre 2001  | Uniondale         | Stati Uniti | Nassau Veterans Memorial Coliseum    | 15,904/ 15,904                           | $816,871    |
| 8 novembre 2001  | University Park   | Stati Uniti | Bryce Jordan Center                  |                                          |             |
| 9 novembre 2001  | Cleveland         | Stati Uniti | Gund Arena                           | 20,562 / 20,562                          | $858,586    |
| 10 novembre 2001 | Cincinnati        | Stati Uniti | U.S. Bank Arena                      |                                          |             |
| 12 novembre 2001 | Denver            | Stati Uniti | Pepsi Center                         | 19,000 / 20,000                          | $88,97      |
| 13 novembre 2001 | Salt Lake City    | Stati Uniti | Delta Center                         | 14,200 / 14,200                          | $586,696    |
| 17 novembre 2001 | Las Vegas         | Stati Uniti | MGM Grand Garden Arena               | 24,638/ 24,638                           | $1,561,214  |
| 18 novembre 2001 | Las Vegas         | Stati Uniti | MGM Grand Garden Arena               | 24,638/ 24,638                           | $1,561,214  |
| 20 novembre 2001 | Anaheim           | Stati Uniti | Arrowhead Pond of Anaheim            | 18,335 / 18,335                          | $565,596    |
| 21 novembre 2001 | Los Angeles       | Stati Uniti | Staples Center                       | 14,060 / 14,060                          | $597,956    |
| 26 novembre 2001 | Detroit           | Stati Uniti | The Palace of Auburn Hills           | 16,745/ 16,745                           | $958,870    |
| 27 novembre 2001 | Milwaukee         | Stati Uniti | Bradley Center                       | 20,000 / 20,000                          | $756,697    |
| 28 novembre 2001 | Rosemont          | Stati Uniti | Allstate Arena                       | 16,538/ 16,538                           | $922,038    |
| 29 novembre 2001 | Minneapolis       | Stati Uniti | Target Center                        | 20,500 / 20,500                          | $586,966    |
| 1º dicembre 2001 | Atlantic City     | Stati Uniti | Boardwalk Hall                       | 11,653/ 11,653                           | $839,588    |
| 2 dicembre 2001  | East Rutherford   | Stati Uniti | Continental Airlines Arena           | 17,975/ 17,975                           | $919,880    |
| 3 dicembre 2001  | Albany            | Stati Uniti | Pepsi Arena                          | 15,000 / 15,000                          | $697,797    |
| 5 dicembre 2001  | New York          | Stati Uniti | Madison Square Garden                | 16,674/ 16,674                           | $933,210    |
| 8 dicembre 2001  | Hartford          | Stati Uniti | Hartford Civic Center                | 15,635 / 15,635                          | $475,596    |
| 9 dicembre 2001  | Boston            | Stati Uniti | FleetCenter                          | 16,421/ 16,421                           | $947,959    |
| 10 dicembre 2001 | Filadelfia        | Stati Uniti | First Union Center                   | 18,218/ 18,218                           | $1,084,038  |
| 11 dicembre 2001 | Boston            | Stati Uniti | FleetCenter                          | 14,437/16,421                            | $876,588    |
| 14 dicembre 2001 | Raleigh           | Stati Uniti | Raleigh Entertainment & Sports Arena | 10,355/ 13,326                           | $601,366    |
| 15 dicembre 2001 | Atlanta           | Stati Uniti | Philips Arena                        | 15,535/ 15,535                           | $849,362    |
| 16 dicembre 2001 | New Orleans       | Stati Uniti | New Orleans Arena                    | 14,119/ 14,119                           | $711,377    |
| 18 dicembre 2001 | Tampa             | Stati Uniti | Ice Palace                           | 12,367/ 13,800                           | $638,565    |
| 19 dicembre 2001 | Miami             | Stati Uniti | American Airlines Arena              | 15,188/ 15,188                           | $785,991    |
| 21 dicembre 2001 | Washington        | Stati Uniti | MCI Center                           | 15,100/ 15,100                           | $779,445    |
| Asia             |                   |             |                                      |                                          |             |
| 25 aprile 2002   | Tokyo             | Giappone    | Tokyo Dome                           | 55,000 / 55,000                          | $2,845,455  |
| Nord America     |                   |             |                                      |                                          |             |
| 24 maggio 2002   | Las Vegas         | Stati Uniti | Mandalay Bay Events Center           | 18,650/ 19,724                           | $1,427,697  |
| 25 maggio 2002   | Las Vegas         | Stati Uniti | Mandalay Bay Events Center           | 18,650/ 19,724                           | $1,427,697  |
| 28 maggio 2002   | Vancouver         | Canada      | Pacific Coliseum                     | 12,764/ 16,133                           | $727,371    |
| 29 maggio 2002   | Tacoma            | Stati Uniti | Tacoma Dome                          | 70,000 / 70,000                          | $48,596     |
| 30 maggio 2002   | Portland          | Stati Uniti | Rose Garden Arena                    | 15,548/ 17,079                           | $806,876    |
| 1º giugno 2002   | Oakland           | Stati Uniti | Oakland Arena                        | 14,221/ 14,634                           | $832,852    |
| 2 giugno 2002    | San Jose          | Stati Uniti | Compaq Center at San Jose            | 14,889/ 16,492                           | $843,912    |
| 4 giugno 2002    | Los Angeles       | Stati Uniti | Staples Center                       | 30,892/ 32,392                           | $1,859,167  |
| 5 giugno 2002    | San Diego         | Stati Uniti | Cox Arena at Aztec Bowl              | 9,889/ 12,360                            | $655,400    |
| 6 giugno 2002    | Los Angeles       | Stati Uniti | Staples Center                       | 14,060 / 14,060                          | $459,697    |
| 10 giugno 2002   | Sacramento        | Stati Uniti | ARCO Arena                           | 15,350/ 15,350                           | $847,174    |
| 12 giugno 2002   | Phoenix           | Stati Uniti | America West Arena                   | 13,799/ 13,799                           | $803,930    |
| 14 giugno 2002   | Lubbock           | Stati Uniti | United Spirit Arena                  | 14,256/ 14,256                           | $741,972    |
| 15 giugno 2002   | San Antonio       | Stati Uniti | Alamodome                            | 35,000/ 36,589                           | $1,564,874  |
| 16 giugno 2002   | Houston           | Stati Uniti | Compaq Center                        | 14,160/ 14,160                           | $775,828    |
| 20 giugno 2002   | Chicago           | Stati Uniti | United Center                        | 23,000 / 23,000                          | $867,797    |
| 21 giugno 2002   | Indianapolis      | Stati Uniti | Conseco Fieldhouse                   | 12,834/ 15,444                           | $764,095    |
| 22 giugno 2002   | Saint Louis       | Stati Uniti | Savvis Center                        | 13,111/ 13,111                           | $822,184    |
| 24 giugno 2002   | Detroit           | Stati Uniti | The Palace of Auburn Hills           | 14,644/ 14,644                           | $858,249    |
| 25 giugno 2002   | Hamilton          | Canada      | Copps Coliseum                       | 16,241/ 16,241                           | $817,800    |
| 26 giugno 2002   | Buffalo           | Stati Uniti | HSBC Arena                           | 13,862/ 13,862                           | $752,756    |
| 28 giugno 2002   | Filadelfia        | Stati Uniti | First Union Center                   | 14,692/ 14,692                           | $911,189    |
| 29 giugno 2002   | Boston            | Stati Uniti | FleetCenter                          | 15,396/ 15,396                           | $907,274    |
| 30 giugno 2002   | Worcester         | Stati Uniti | Worcester's Centrum Centre           | 9,458/ 10,492                            | $571,639    |
| 5 luglio 2002    | Atlantic City     | Stati Uniti | Boardwalk Hall                       | 11,382/ 11,382                           | $588,492    |
| 6 luglio 2002    | East Rutherford   | Stati Uniti | Continental Airlines Arena           | 16,474/ 16,474                           | $870,288    |
| 9 luglio 2002    | Uniondale         | Stati Uniti | Nassau Veterans Memorial Coliseum    | 14,784/ 14,784                           | $853,326    |
| 10 luglio 2002   | Washington        | Stati Uniti | MCI Center                           | 11,309/ 11,309                           | $697,175    |
| 11 luglio 2002   | Charlotte         | Stati Uniti | Charlotte Coliseum                   | 11,135/ 11,135                           | $597,854    |
| 13 luglio 2002   | Fort Lauderdale   | Stati Uniti | National Car Rental Center           | 11,421/ 11,421                           | $753,593    |
| 14 luglio 2002   | Orlando           | Stati Uniti | TD Waterhouse Centre                 | 10,474/ 10,474                           | $590,200    |
| 18 luglio 2002   | Bossier City      | Stati Uniti | CenturyTel Center                    | 12,232/ 12,232                           | $749,181    |
| 19 luglio 2002   | Oklahoma City     | Stati Uniti | Ford Center                          | 16,315/ 16,315                           | $954,881    |
| 20 luglio 2002   | North Little Rock | Stati Uniti | Alltel Arena                         | 13,218/ 13,218                           | $718,214    |
| 22 luglio 2002   | Dallas            | Stati Uniti | American Airlines Center             | 15,421/ 15,421                           | $897,651    |
| 27 luglio 2002   | Città del Messico | Messico     | Foro Sol                             | 51,261/ 51,261                           | $2,155,292  |
| 28 luglio 2002   | Città del Messico | Messico     | Foro Sol                             | 51,261/ 51,261                           | $2,155,292  |
| TOTALE           | TOTALE            | TOTALE      | TOTALE                               | 771,053/ 771,053 (100%)                  | $52,527,053 |

## Personale
- Production, set and lighting designer - Steve Cohen
- Set designer - Jim Day
- Lighting designer and director - Joel Young
- Production manager - Rob Brenner
- Show director - Wade Robson
- Tour manager - Richard Channer
- Production coordinator - Dawn Brenner
- Production assistant - Andre Morales
- Pyrotechnic and special effects designer - Doug Adams
- Master electrician - Henry Wetzel
- Head carpenter - James McKinney
- Carpenters - Dewey Evans, Barney Quinn, Mike Thonus, Curtis Gilbert, Brian Bassham, & Dennis Sutton (water screen)
- Water screen technician - Bob Pratt
- Lead rigger - Mark Ward
- Advance rigger - Bobby Savage
- Riggers - Dan Savage, Gabriel Wood, Bill Rengsi
- Branam fly riggers - James Stratton, Dave Lowman, Billy Ferrie, Joey Dickey, & Bjorn Melchert
- Lighting crew chief - Pat Brannon
- Lighting technicians - Jason Bridges, Jeff Gregos, Jeff Crocker, Mike Parker, Dustin Mansell, Marcello Cacciagioni, Madison Wade, & Steve Sligar

- Pyro technicians - Keith Hellebrand, Mike Green and John Taylor
- Laser technicians - John Popwycz & Gordon Hum
- Video director - Mark Haney
- Video engineer - Bob Larkin
- LED screen engineer - Kraig “Bundy” Boyd
- LED engineer/camera operator - Phil Evans
- Projectors/camera operator - Keith Lockette
- Camera operator - Adrian Brister
- Projectors - Rick Popham
- FOH sound engineer - Monty Lee Wilkes
- Monitor engineer - Raza Sufi
- Audio system engineer - James Ragus
- Audio technicians - Jamison Hyatt, Paul White, & Daniel Sheehan, Jr.
- Stage manager - Sven Ladewig
- Stage manager assistants - Ian Donald & Chris Wallman
- Set construction - Tait Towers; Michael Tait & Winky Fairorth
- Lighting vendor - Steve Cohen Productions
- Video vendor - BCC Video; Danny O'Bryen
- Rigging vendor - Branam Enterprises; Joe Branam
- Camera track support - Tomcat USA
- Audio vendor - Showco; M.L. Procise
- Water screen manufacturer - Chameleon Productions; John Markham

Fonte: